# Lisa Chesson
Lisa Chesson (née le 18 août 1986 à Plainfield dans l'État de l'Illinois) est une joueuse américaine de hockey sur glace évoluant dans la ligue élite féminine en tant que défenseure. Elle a remporté une médaille d'argent olympique aux Jeux olympiques de Vancouver en 2010. Elle a également représenté les États-Unis dans 3 championnats du monde, remportant 2 médailles d'or et une d'argent.
Elle a remporté le coupe Isobel avec les Beauts de Buffalo en 2017.

## Carrière internationale
Avec l'équipe des États-Unis de hockey sur glace féminin, elle remporte le Championnat du monde 2009 et 2013, termine deuxième du Championnat du monde 2012 et obtient la médaille d'argent aux Jeux olympiques d'hiver de 2010 à Vancouver.

## Statistiques

### En club
| Saison      | Équipe                | Ligue       |     | Saison régulière | Saison régulière | Saison régulière | Saison régulière | Saison régulière |   | Séries éliminatoires | Séries éliminatoires | Séries éliminatoires | Séries éliminatoires | Séries éliminatoires |
| Saison      | Équipe                | Ligue       | PJ  | B                | A                | Pts              | Pun              | PJ               | B | A                    | Pts                  | Pun                  |                      |                      |
| 2004-2005   | Buckeyes d'Ohio State | NCAA        | 37  | 3                | 6                | 9                | 12               |                  |   |                      |                      |                      |                      |                      |
| 2005-2006   | Buckeyes d'Ohio State | NCAA        | 36  | 3                | 14               | 17               | 6                |                  |   |                      |                      |                      |                      |                      |
| 2006-2007   | Buckeyes d'Ohio State | NCAA        | 37  | 13               | 24               | 37               | 32               |                  |   |                      |                      |                      |                      |                      |
| 2007-2008   | Buckeyes d'Ohio State | NCAA        | 35  | 8                | 18               | 26               | 16               |                  |   |                      |                      |                      |                      |                      |
| 2016-2017   | Beauts de Buffalo     | LNHF        | 7   | 0                | 3                | 3                | 0                | 1                | 0 | 1                    | 1                    | 0                    |                      |                      |
| 2017-2018   | Beauts de Buffalo     | LNHF        | 14  | 1                | 4                | 5                | 16               | 2                | 0 | 0                    | 0                    | 0                    |                      |                      |
| 2018-2019   | Beauts de Buffalo     | LNHF        | 16  | 1                | 8                | 9                | 6                | 2                | 0 | 0                    | 0                    | 0                    |                      |                      |
| 2020-2021   | Beauts de Buffalo     | LNHF        | 3   | 1                | 0                | 1                | 4                | -                | - | -                    | -                    | -                    |                      |                      |
| Totaux NCAA | Totaux NCAA           | Totaux NCAA | 145 | 27               | 62               | 89               | 66               |                  |   |                      |                      |                      |                      |                      |
| Totaux LNHF | Totaux LNHF           | Totaux LNHF | 40  | 3                | 15               | 18               | 26               | 5                | 0 | 1                    | 1                    | 0                    |                      |                      |

### En équipe nationale
| Année | Équipe     | Compétition          |   | PJ | B | A | Pts | Pun               |  | Résultat |
| 2009  | États-Unis | Championnat du monde | 5 | 1  | 2 | 3 | 4   | Médaille d'or     |  |          |
| 2010  | États-Unis | Jeux olympiques      | 5 | 2  | 3 | 5 | 2   | Médaille d'argent |  |          |
| 2012  | États-Unis | Championnat du monde | 5 | 0  | 3 | 3 | 0   | Médaille d'argent |  |          |
| 2013  | États-Unis | Championnat du monde | 5 | 0  | 1 | 1 | 0   | Médaille d'or     |  |          |